# Glória a Deus e Samba na Terra
Glória a Deus no Céu e Samba na Terra é o primeiro álbum do cantor Wando, lançado em 1973 pelo selo Beverly/Discos Copacabana.

## Faixas
- Lado A.:

1. Deus no céu e samba na terra [Samba é aleluia] (Wando) - SUCESSO.
2. Lamento do capoeira (Dunga, Ditinho)
3. O ferroviário (Cézar, Círus) - SUCESSO
4. Tapa na tristeza (Wando) - DESTAQUE.
5. Adeus e até logo (Yara, Wando)
6. Sou da madrugada (Gilson de Souza, Wando) - DESTAQUE

- Lado B.:

1. Pago pra ver (Beto Scalla, São Beto) - DESTAQUE
2. Amanhã é outro dia (Isolda, Milton Carlos) - Participação Especial: Sueli Lopes
3. Ouça meu amor (Sergio Lemke) - DESTAQUE.
4. Malandro guardado (Rose, Wando)
5. Benedito e Julieta  (Clóvis Cavalcanti, Casabranca)
6. Falou e disse (Reginaldo Vasconcelos)
7. O importante é ser fevereiro (Wando, Nilo Amaro) / Se Deus quiser (Wando, Jair Rodrigues) - SUCESSO